# Бараона, Ноэль
Ноэль Бараона Недер (исп. Noelle Barahona Neder; 30 ноября 1990, Сантьяго) — чилийская горнолыжница. Участница четырёх Олимпийских игр.

## Карьера
Ноэль Бараона родилась в Сантьяго в спортивной семье. Её мать Ясмин — чемпионка Чили по виндсерфингу, а отец — Хуан Бараона яхтсмен, участник Олимпиады в Лос-Анджелесе, где занял восемнадцатое место.
На международных соревнованиях Бараона дебютировала летом 2005 года на этапе южноамериканского кубка в Аргентине. Большую часть стартов чилийка провела на родном континенте и в 2014 году выиграла общий зачёте южноамериканского кубка. В 2006 году выступила на Олимпиаде в Турине, где заняла 30-е место в комбинации.
В 2009 году Бараона дебютировала на чемпионате мира, где её лучшим результатом стали места в четвёртом десятке. 
На Олимпиаде в Ванкувере чилийка участвовала во всех видах программы. Её лучший результат — 28-е место в суперкомбинации (Бараона заняла в этом старте последнее место, но из-за малого количества участниц этот результат стал для неё лучшим на Играх).
На Олимпиаде в Сочи чилийка стартовала в четырёх дисциплинах, в двух из которых не смогла финишировать.
В декабре 2014 года впервые вышла на старт соревнований Кубка мира на этапе в Валь-д'Изере. Там в скоростном спуске она стала 51-й, а в супергиганте — 37-й.

## Выступления на Олимпийских играх
| Олимпийские игры | Скоростной спуск | Супергигант | Гигантский слалом | Слалом | Комбинация |
| ---------------- | ---------------- | ----------- | ----------------- | ------ | ---------- |
| 2006 Турин       | —                | —           | —                 | —      | 30         |
| 2010 Ванкувер    | 34               | 35          | DNF               | 41     | 28         |
| 2014 Coчи        | 34               | —           | 42                | DNF    | DNF        |

## Выступления на чемпионатах мира
| Чемпионат мира       | Скоростной спуск | Супергигант | Гигантский слалом | Слалом | Супер- комбинация |
| -------------------- | ---------------- | ----------- | ----------------- | ------ | ----------------- |
| 2009 Валь-д'Изер     | —                | 37          | 54                | 39     | —                 |
| 2013 Шладминг        | —                | —           | 57                | DNF    | —                 |
| 2015 Вэйл/Бивер-Крик | 35               | 33          | 47                | 53     | 22                |